# Herold (Rheinland-Pfalz)

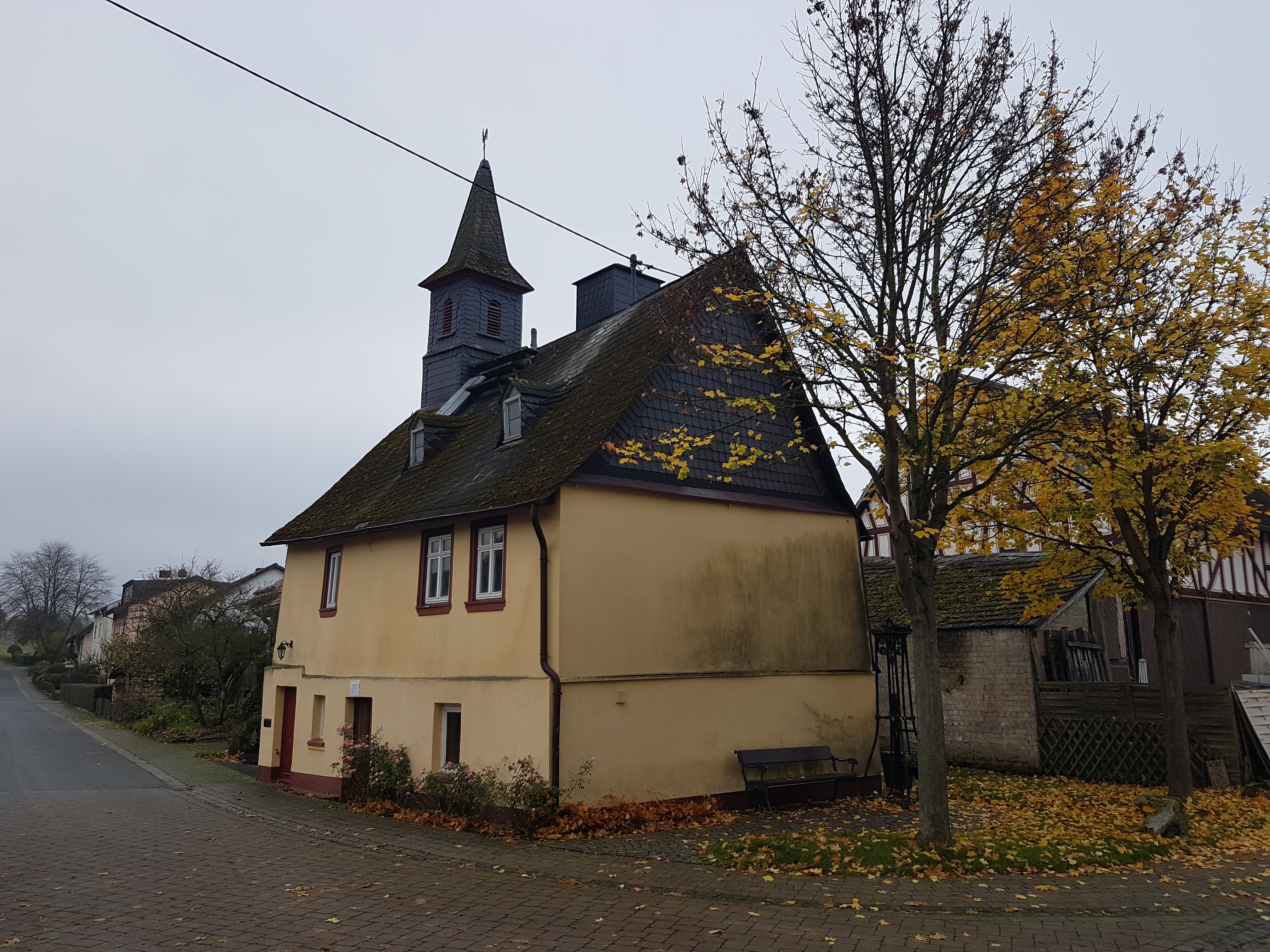
Rat- und Backhaus Herold

Herold ist eine Ortsgemeinde im Rhein-Lahn-Kreis in Rheinland-Pfalz. Sie gehört der Verbandsgemeinde Aar-Einrich an.

## Geographie
Herold liegt im westlichen Hintertaunus, auf dem Einrich dem etwas niedrigeren Nordwestteil des Taunus.  Zur Gemeinde gehören auch die Wohnplätze Dillenbergermühle und Haarmühle.

## Geschichte
Der Ort wurde im Jahr 1260 im Teilungsvertrag der Katzenelnbogener Grafen unter dem Namen Herberod erwähnt. Herold war ab dieser Zeit bis zum Jahr 1775 „vierherrisch“. Das Vierherrische war ein Gebiet auf dem Einrich, das von mehreren Fürsten gemeinsam regiert wurde. Die eine Hälfte gehörte den Grafen von Katzenelnbogen, die andere Hälfte gehörte drei nassauischen Grafenhäusern. Wichtiger Grundherr war bis 1839 das Kloster Gronau. Das Herzogtum Nassau und mit ihm Herold wurde 1866 von Preußen annektiert. Seit 1946 ist Herold Teil des Landes Rheinland-Pfalz. 1972 kam es im Zuge einer Verwaltungsreform zur Bildung der Verbandsgemeinde Katzenelnbogen, der die Ortsgemeinde Herold bis 2019 angehörte und die dann in der Verbandsgemeinde Aar-Einrich aufging.
Bevölkerungsentwicklung
Die Entwicklung der Einwohnerzahl der Gemeinde Herold, die Werte von 1871 bis 1987 beruhen auf Volkszählungen:
| Jahr | Einwohner |
| ---- | --------- |
| 1815 | 178       |
| 1835 | 291       |
| 1871 | 277       |
| 1905 | 290       |
| 1939 | 245       |
| 1950 | 240       |
| 1961 | 255       |

| Jahr | Einwohner |
| ---- | --------- |
| 1970 | 277       |
| 1987 | 329       |
| 1997 | 417       |
| 2005 | 481       |
| 2011 | 435       |
| 2017 | 420       |
| 2023 | 408       |

## Politik

### Gemeinderat
Der Gemeinderat in der Gemeinde Herold besteht aus acht Ratsmitgliedern, die bei der Kommunalwahl am 9. Juni 2024 in einer Mehrheitswahl gewählt wurden, und dem ehrenamtlichen Ortsbürgermeister als Vorsitzendem.

### Bürgermeister
Ortsbürgermeister von Herold ist Jörg Schramm. Bei der Direktwahl am 26. Mai 2019 wurde er mit einem Stimmenanteil von 89,73 % gewählt und damit Nachfolger von Wolfgang Seelbach, der nicht erneut angetreten war. Bei der Direktwahl am 9. Juni 2024 wurde er als einziger Bewerber mit 79,4 % für weitere fünf Jahre in seinem Amt bestätigt.

### Wappen
Das Herolder Wappen ist zweigeteilt in Gold und Blau. Oben zwei gekreuzte Rodehacken in Rot; unten 2:1 gestellte silberne Kleeblätter.
Herold hieß ursprünglich Herveroth, das bedeutet: Rodung des Herv oder Herbert. Das Dorf entstand also als Rodung im Wald. Deswegen sind die Rodehacken im Wappen enthalten.
Der untere Teil bezieht sich auf die vierherrische Herrschaft. Von den drei nassauischen Grafenhäusern hatten zwei neben dem nassauischen Löwen kleine goldene Balken im Wappen, einer von ihnen hatte statt der Balken Kleeblätter. Der Gestalter des Wappens entschied sich für die Kleeblätter, wohl, weil sie ihm besser gefielen.
Die Farben Rot und Gold sind die Farben der Grafen von Katzenelnbogen. Die Farben Blau und Gold sind die Farben der Nassauer Grafen.

## In Herold geboren
- Otto Meyer (1921–2013), Landwirtschaftsminister in der Landesregierung von Rheinland-Pfalz unter Helmut Kohl